# Marienkirche (Eibensbach)

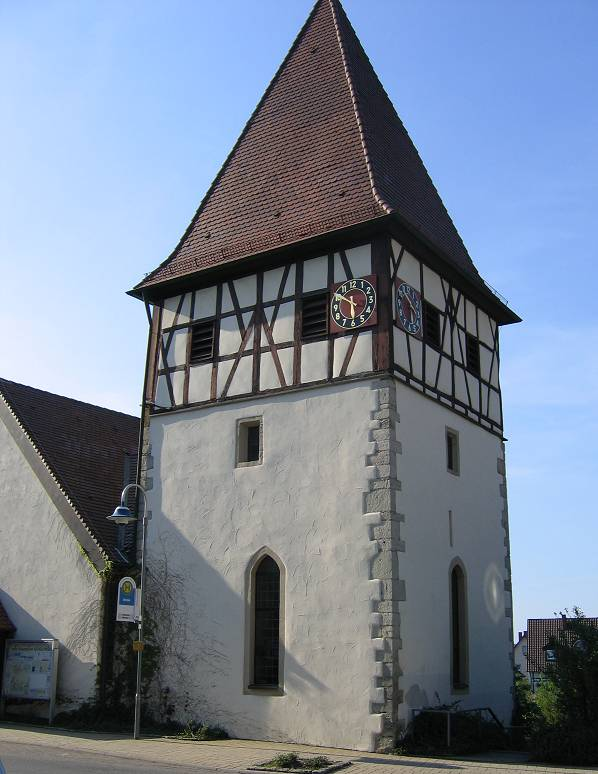
Marienkirche in Eibensbach

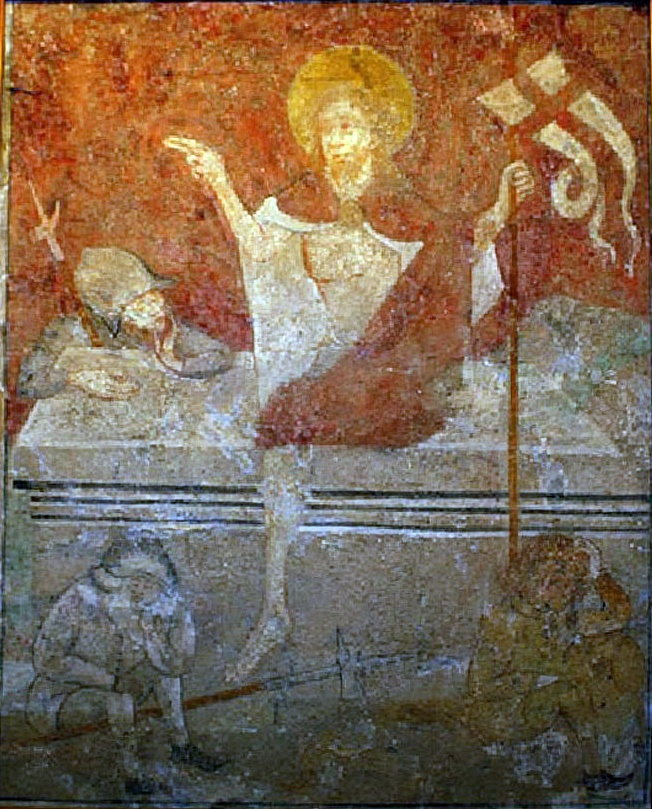
Abgenommenes, gotisches Wandbild "Hl. Grab", um 1450 (verm. im Auftrag des Speyerer Klosters gemalt)

Die evangelische Marienkirche in Eibensbach, einem Ortsteil von Güglingen im Landkreis Heilbronn im nördlichen Baden-Württemberg, geht vermutlich auf das 13. Jahrhundert zurück.

## Geschichte
Zwar gibt es keine urkundlichen Belege über die Ursprünge der Kirche in Eibensbach, doch entstand sie gemäß archäologischer Befunde an den Fundamenten des romanischen Chorturms wohl in Zusammenhang mit der Entstehung des Ortes und der nahen Burg Blankenhorn im hohen Mittelalter. Die erste Erwähnung einer Kapelle zur heiligen Jungfrau in Eibensbach datiert aus dem Jahr 1447.
1295 schenkte Graf Rudolf von Neuffen dem Hl.-Grab-Kloster Speyer das Kirchenpatronat in Güglingen, das 1541 an Württemberg abgetreten wurde. Zur Pfarrei Güglingen gehörte die Marienkirche Eibensbach, wo das Kloster 1457 eine Kaplanei stiftete. Etwa zur gleichen Zeit ließ man die Kirche ausmalen. Unter anderem ist davon ein prächtiges Bild des Hl. Grabes mit dem daraufsitzenden, auferstandenen Jesus erhalten. Es dürfte im Auftrag des Speyerer Hl.-Grab-Klosters entstanden sein und entspricht der Abbildung, die auf seinem Siegel zu finden war.
Im frühen 18. Jahrhundert wurde das Langhaus teilweise erneuert, wofür auch Herzog Eberhard Ludwig 10 Gulden gab. Schon 1766 wurde die Kirche erneut renoviert.
1975 wurde das schlichte alte Langhaus aufgrund von Baufälligkeit und der geänderten Straßenführung im Zuge der Ortssanierung abgerissen und durch einen anders angeordneten Neubau ersetzt. Beim Abriss wurden spätgotische Fresken unter dem Putz des Langhauses entdeckt und sichergestellt. Auch die 1766 entstandenen Bildtafeln der ehemaligen Emporenbrüstung mit Aposteldarstellungen wurden erhalten und sind heute an der Giebelwand hinter dem Altar angebracht. Zu den weiteren historischen Ausstattungsgegenständen zählen die alte Holzkanzel sowie das gotische Altarkruzifix. Der ansonsten schlicht gehaltene Saalbau erhielt 1976 ein Buntglasfenster von Valentin Saile mit der Darstellung einer Verkündigungsszene.

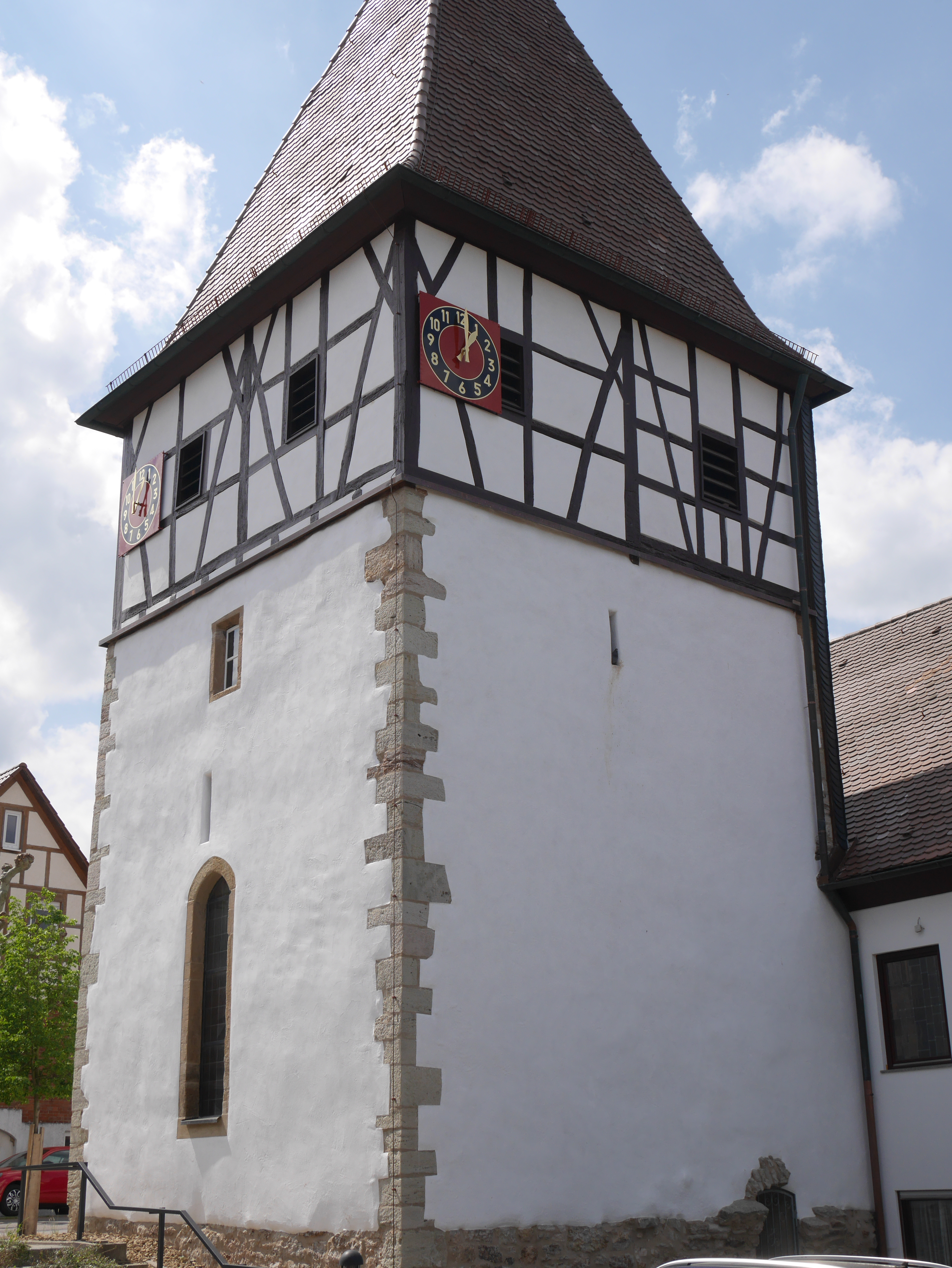
Marienkirche Turm

## Glocken
Das Geläut der Marienkirche besteht aus vier Glocken. Zwei der Glocken sind sehr alt, die beiden anderen stammen von 1962. Die Große Glocke stammt wohl aus dem 15. Jahrhundert, man schreibt sie der Reutlinger Gießerei von Hans Eger zu. Die unbezeichnete Glocke hat den Schlagton des‘‘, einen Durchmesser von 77 cm und ein Gewicht von 280 kg. Sie trägt die Inschrift + LVX + MARX + MATEVS + IOHANNES. Die kleine Marienglocke wurde vermutlich im 14. Jahrhundert gegossen, hat den Schlagton f‘‘, einen Durchmesser von 65 cm und ein Gewicht von 170 kg. Ihre Inschrift lautet AWE MARTA GRACTA PLENA DOMTNWS. Die beiden Glocken von 1962 wurden bei der Glockengießerei Bachert in Heilbronn gegossen. Die Rufglocke hat den Schlagton b‘, einen Durchmesser von 92,5 cm und ein Gewicht von 554 kg. Ihre Inschrift lautet O LAND, LAND, LAND, HOERE DES HERRN WORT. Die Trostglocke hat den Schlagton es‘‘, einen Durchmesser von 68,8 cm und ein Gewicht von 225 kg. Ihre Inschrift lautet DIE GÜTE DES HERRN IST‘S, DASS WIR NICHT GAR AUS SIND.